# Philip-Ludwig Wolfart

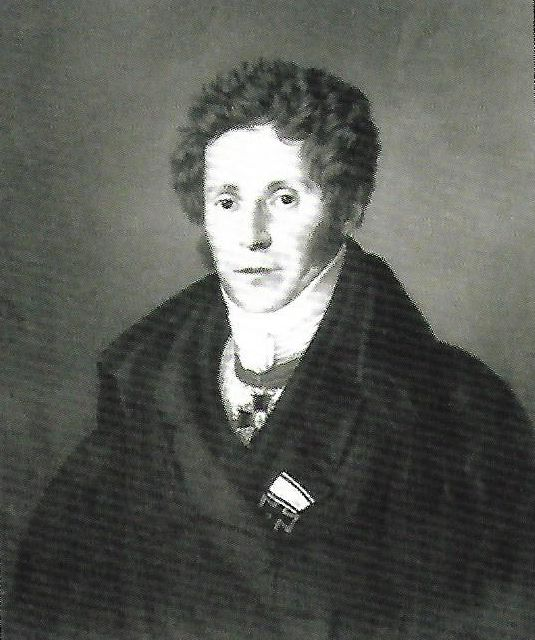
Philip-Ludwig Wolfart (1775–1855)

Philip-Ludwig Wolfart (* 18. Juli 1775 in Hanau; † 6. März 1855 in Potsdam) war ein preußischer Beamter.

## Leben und Wirken
Wolfart trat 1797 in den Regierungsdienst im hohenzollerschen Fürstentum Ansbach ein. Im Jahr 1800 wurde er Regierungsassessor. Zwischen 1803 und 1806 diente er bei der Regierung im napoleonischen Herzogtum Warschau. Anschließend wurde er nach Aufenthalten in Hanau und Berlin 1809 Regierungsrat bei der Regierung in Potsdam. In den Jahren 1811/12 war er Hilfsarbeiter im Ministerialdepartement für Steuern. Danach von 1813 bis 1815 Justitiar der Immediat-Verpflegungskommission. Im Jahr 1815 wurde Wolfart Geheimer Obersteuerrat im Finanzministerium. Ab 1817 war er vortragender Rat im Schatzministerium. Im Jahr 1824 wechselte er ins Kultusministerium in der Funktion als Justiziar. Im Jahr 1825 wurde Wolfart Direktor für Resteverwaltung im Finanzministerium und in dieser Funktion zum Wirklichen Geheimen Oberfinanzrat ernannt. Während seiner Zeit in der Ministerialverwaltung war Wolfart nicht selten Teilnehmer von Sitzungen des Staatsministeriums.
Im Jahr 1831 übernahm Wolfart die Position des Regierungspräsidenten in Arnsberg. Ab 1836 war er Abteilungsdirektor im Ministerium des Königlichen Hauses. Im Jahr 1839 schied Wolfart zunächst in Form eines Urlaubes aus dem Staatsdienst aus. Im Jahr 1848 erfolgte die endgültige Entlassung mit Pensionsanspruch.